# 脈絡猿
脈絡猿（Chororapithecus）是生存於1000-1050萬年前中新世的猿，牠是已知最早的大猩猩。牠的存在顯示人類／黑猩猩分支及大猩猩的最後共同祖先可能是生存在更早於1000-1100萬年以前，最少是以往認為的800萬年前早了200萬年。
脈絡猿的化石是來自三個個體的九顆牙齒，都是在埃塞俄比亞阿法爾窪地以南的地層中發現，這是於1974年發現阿法南方古猿「露西」的同一位點。這8顆臼齒及1顆犬齒的研究顯示其結構與大猩猩的部份相似。 
與其他史前猿的牙齒比較後，發現脈絡猿可能是屬於大猩猩，主要吃高纖維的植物，且可能是現今生活在非洲的大猩猩的直系祖先。另外，有認為這些化石是屬於早期人科的。 

## 以往研究
以往在非洲很難發現介乎1200-800萬年前的類人猿祖先化石。故此有些學者認為在這段時間牠們並沒有在非洲出現，而是從亞洲遷往非洲的。分子研究人類及大猩猩是約於800萬年前分支的估計，亦與此意見相合。而牠們的祖先可能是單一物種進入了非洲後，產生適應輻射來適應不同的環境。但是脈絡猿化石的發現，將人類及大猩猩分支的時間推前到1050萬年前。

## 可能影響
根據脈絡猿的化石，人類及大猩猩的分支可能比分子研究的估計更為早。這涉及了分子鐘的調校，即人類及猿祖先在這1000萬年間在此環境生活的中性突變平均率。若突變比以往所想的慢了五倍，人類及大猩猩可能於1000萬年以前就已經分裂了，故類人猿的共同祖先則於更早的時間出現。

## 其他意見
其他學者並不完全認同這個觀點。雖然這些牙齒很像現今大猩猩的，但卻有可能是因平行演化而來。脈絡猿可能是與人類及大猩猩有相似的食性，而非獨立的分支。另外亦有學者不相信這些化石是來自大猩猩，並指有可能是屬於人科的。

## 外部連結
- 路透社報導發現脈絡猿的新聞 （页面存档备份，存于）